# جسم طائر مجهول

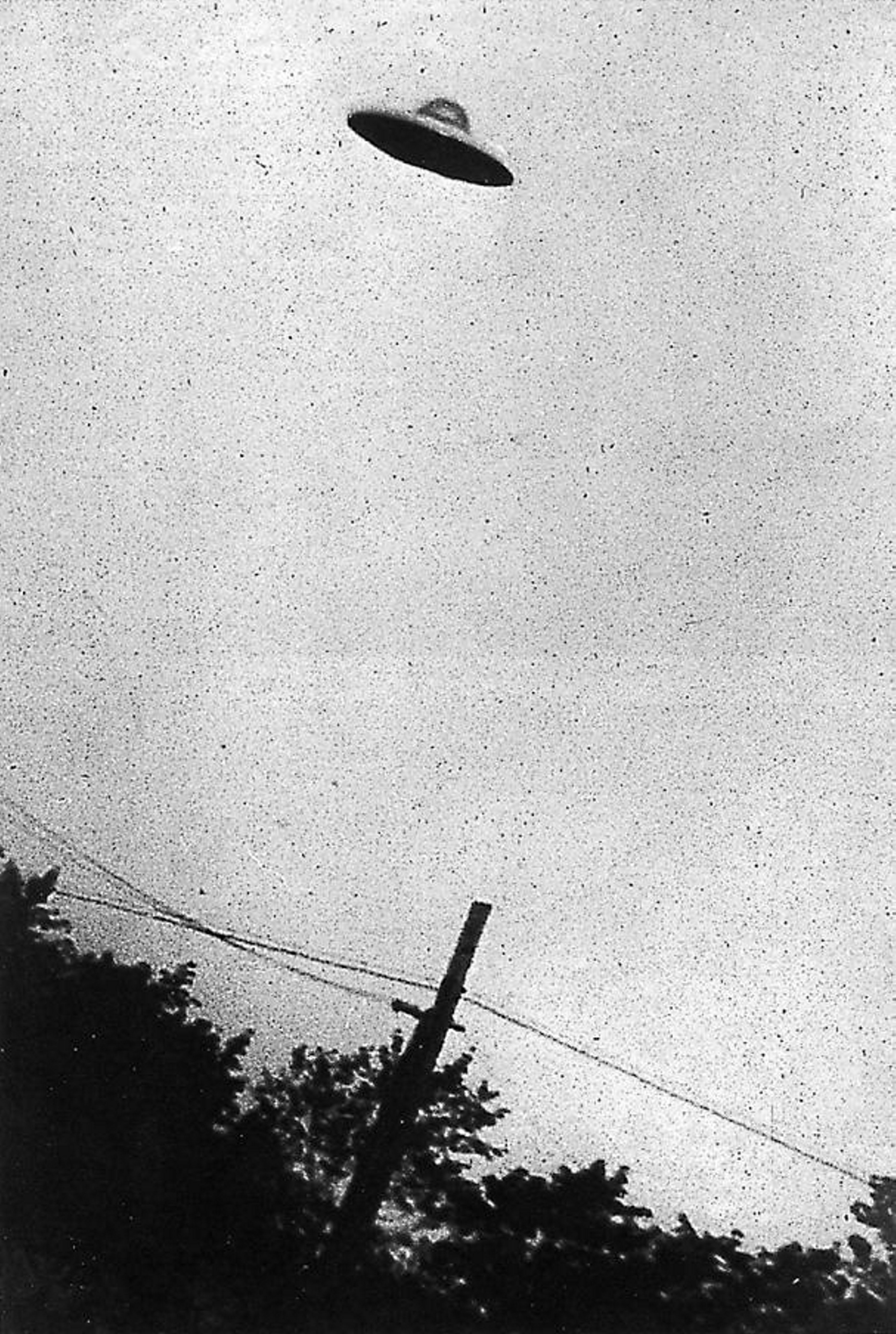
صورة يدعى أنها لجسم طائر ظهر في نيو جيرسي، الولايات المتحدة الأمريكية عام 1952

الجسم الطائر المجهول  (بالإنجليزية: Unidentified flying object)‏، أو ما يعرف بمختصر يو إف أو (بالإنجليزية: UFO)‏ أو الطائِرُ غَيْر المُحَدَّد هو جسم مجهول يتنقل في الجو ولا تعرف حقيقته العلمية حتى اليوم.
وثمة ظاهرة يؤمن بها بعض الناس في العالم وهى تختص بظهور أجسام لامعة في السماء وهبوط بعضها على الأرض وخروج بعض المخلوقات منها في زيارة سريعة للأرض مع اختطاف بعض الأفراد من الأرض، ويعتقد كثير من الناس أنها إما كانت نتيجة بداية عصر الطائرة بشكل عام والتي لم تكن معروفة للكثيرين أو أنها طائرات من صنع البشر ولكنها متطورة تقنيا وذات شكل أقرب إلى الإسطوانة أو الكرة المفلطحة.

## الاصطلاح

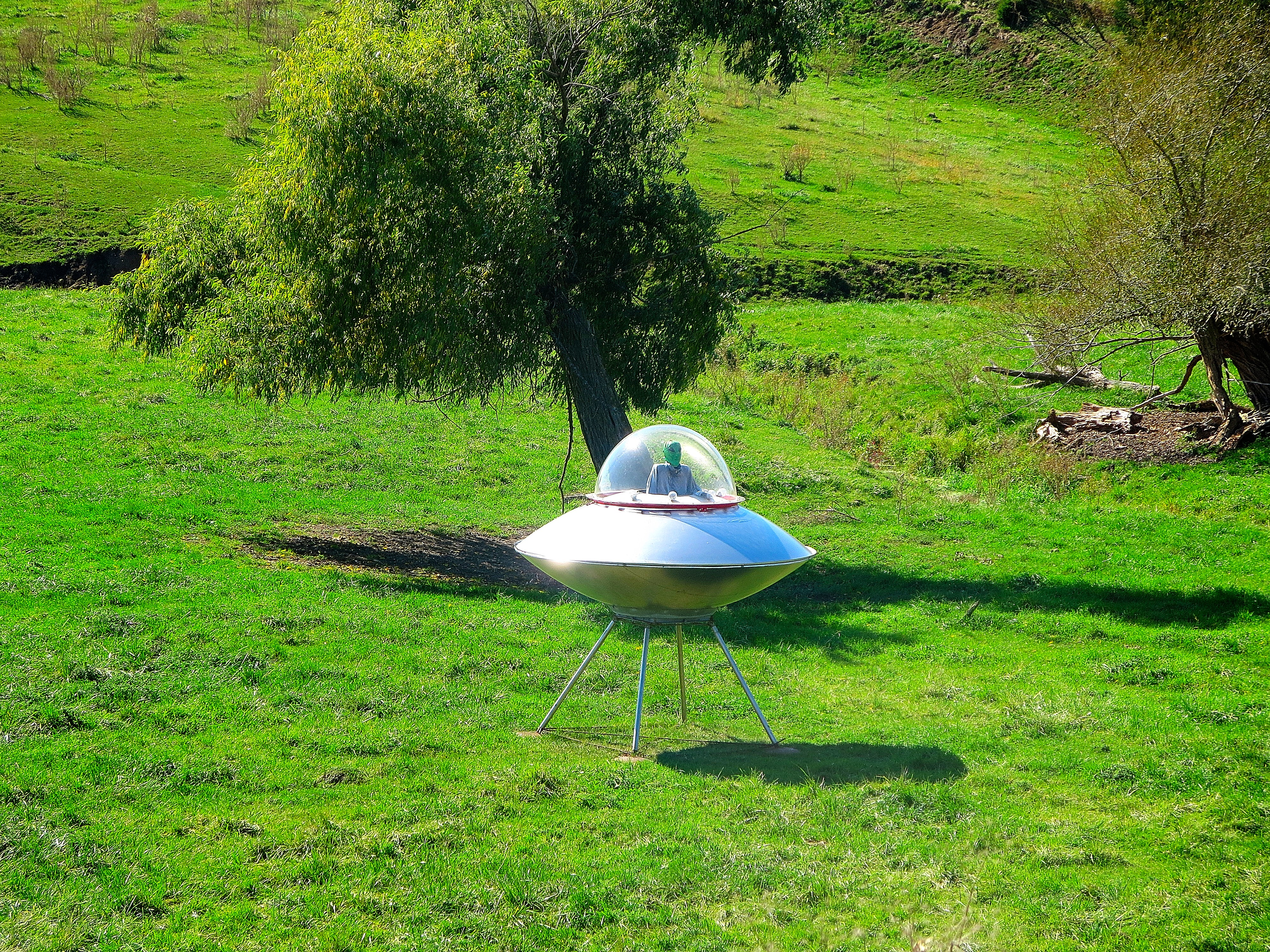
نموذج للطبق الطائر الذي تركبه الكائنات الفضائية خلال سفرها للأرض حسب أفلام الخيال العلمي.

صكّت القوات الجوية الأمريكية مصطلح «الجسم الطائر المجهول» ليشمل كافة التقارير الواردة بشأنه. في البداية، أفادت القوات الجوية الأمريكية أن تعريف الجسم الطائر المجهول يختص بأيما «جسم مجوقل غير محدد الصفات وفقًا لخصائصه الإيروديناميكية، أو ذي صفات غيرالمعهودة التي لا تنطبق على أي من أنواع الطيارات أو الصواريخ المعروفة، أو الجسم الذي يصعب تحديد ماهيته على وجه الدقة».

تبعًا لما تقدم، اقتصر إطلاق المصطلح في البداية على عدد قليل من الحالات التي بقيت مبهمة بعد التحقيقات، إذ انصبّ اهتمام القوات الجوية الأمريكية على الأسباب ذات الصلة المحتملة بالأمن القومي والأوجه التقنية.
في أواخر أربعينيات القرن العشرين وطوال عقد الخمسينيات، شاعت تسمية الأجسام الطائرة المجهولة بـ«الأطباق الطائرة». في حين راج مصطلح الجسم الطائر المجهول في الخمسينيات بدايةً في الأدبيات التكنولوجية، ولاحقًا لدى العامة. أثارت الأجسام الطائرة المجهولة الانتباه في حقبة الحرب الباردة، والتي اتّسمت بمخاوف شتى تتعلق بالأمن القومي، ثم عاد الاهتمام بها في العقد الأول من القرن الحالي، لأسباب غير واضحة. رغم ذلك، خلصت عدة دراسات أن تلك الظاهرة لا تشكّل خطرًا يمس الأمن القومي، بل ولا تمثل مادة جديرة بالبحث العلمي (انظر على سبيل المثال تقارير اللجنة العاملة لدراسة الأطباق الطائرة 1951، وهيئة روبرتسون التابعة للسي آي إيه 1953، وتقارير الكتاب الأزرق الصادر عن القوات الجوية الأمريكية، ولجنة كوندن).
يعرف قاموس أوكسفورد الجسم الطائر المجهول بأنه، «طبق طائر». ويُذكر أن أول كتاب يأتي على ذكر المصطلح هو كتاب لدونالد إي كيهو.
ابتدع الكابتن إدوارد جيه روبيلت اختصار «يو إف أو»، خلال ترؤسه مشروع الكتاب الأزرق الذي كرّسته القوات الجوية الأمريكية للتحقيق الرسمي في الظاهرة. كتب روبيلت قائلًا: «من الواضح أن تسمية «الطبق الطائر» مضللة إذا ما أُطلقت على جميع الأجسام بغض النظر عن أداء عملها وأشكالها المختلفة. من أجل هذا يفضل الجيش الأمريكي التسمية الأشمل، الأجسام الطائرة المجهولة، وإن كانت ذا وقْعٍ أقل إثارةً». من التسميات الرسمية التي استخدمت قبل اعتماد مصطلح «الجسم الطائر المجهول» تُذكر «البانكيك الطائرة»، و«الطبق الطائر»، و«الأطباق الطائرة المجهولة»، و«الأجسام غير المعروفة».
لقيت عبارة «الطبق الطائر» رواجًا بعد صيف العام 1947. في 24 يونيو، بلّغ الطيار المدني كينيث آرنولد عن مشاهدته تسعة أجسام طائرة تنتظم في سرب واحد بالقرب من جبل رنييه. حدد آرنولد وقت المشاهدة وقدّر سرعة الأطباق بـ1200 ميل في الساعة (1931 كلم/ساعة). في ذلك الوقت، زعم آرنولد أن الأجسام كانت تطير على هيئة أطباق، وهو ما قاد التقارير الصحفية إلى استخدام تسمية «الأطباق الطائرة» لوصف الحدث.
خلال الحرب الباردة شاعت في أوساط الكوادر العسكرية التسمية العامية «بوجي» للإشارة إلى الأجسام الطائرة المجهولة. اقتُبست تسمية «بوجي» من التقارير عن التفاوت في الرادارات، والتي تشير إلى احتمال وجود قوات معادية تجوب الأجواء.
أما بالنسبة للاستعمال الشعبي، فقد دخل مصطلح الأجسام الطائرة المجهولة حيز الاستعمال للإشارة إلى مزاعم مشاهدة مركبات فضائية. ونظرًا لسخرية الإعلام والجمهور من تلك المزاعم، يفضل دارسو الأجسام الطائرة مجهولة الهوية استخدام تسمية «ظاهرة جوية غير معروفة» أو «الظواهر الشاذة»، كما ورد في عنوان مكتب التقارير الجوية الوطني للظواهر الشاذة. تُستخدم أحيانًا في السياقات العسكرية الجوية تسميات مثل «المركبة الجوية الغريبة»، أو «النظام الجوي المجهول» للدلالة على الأهداف غير المعروفة.
أثبتت الدراسات أن غالب مشاهدات الأجسام الطائرة المجهولة إنما هي عبارة عن إساءة إدراك لأجسام عادية أو لظواهر طبيعية –معظمها تتعلق بالطائرات، أو المناطيد التي تحمل فوانيس السماء، أو الأقمار الصناعية، أو الأجرام الفلكية كالنيازك، والنجوم الساطعة، والكواكب. كما توجد نسبة مشاهدات تتعلق بالخدع. بقيت نسبة أقل من 10% من المشاهدات المبلّغ عنها بلا تفسير بعد إجراء تحقيقات رصينة، ولهذا تُعرّف بكونها مجهولة بأضيق معنى ممكن للكلمة. في حين يذهب أنصار فرضية الحياة خارج الأرض إلى كون تلك المشاهدات غير المفسرة لسفن فضائية، لا يمكن استبعاد فرضية العدم بأن هذه المشاهدات ليست سوى ظواهر عادية لم تُفسّر بعد بسبب نقص المعطيات أو بسبب التأثير الذاتي الملازم للمشاهدات. بدلًا من التسليم بفرضية العدم، يميل المتحمسون للأجسام الطائرة المجهولة إلى مغالطة الالتماس الخاص عبر تقديم تفسيرات غرائبية، وشروح غير مثبتة لصحة فرضية الحياة خارج الأرض. لا تتفق هذه التفسيرات مع مبدأ نصل أوكام.
لا تُعتبر اليوفولوجيا ذات موثوقية في التيار العلمي السائد. حدث في الماضي بعض النقاش في المجتمع العلمي فيما إذا كان ثمة مبرر لإجراء استقصاء علمي لظاهرة الأجسام الطائرة المجهولة، وخلص النقاش إلى نتيجة مفادها أن الظاهرة برمّتها لا تستحقّ تحقيقًا جادًا إلا بوصفها مُنتجًا ثقافيًا. مع ذلك أخضعت العديد من الدول ظاهرة الأجسام الطائرة المجهولة للتقصّي ونجم عن ذلك سجلات مستفيضة تتعلق بالموضوع. أُسدل الستار على العديد من التحقيقات المدعومة حكوميًا بعدما خلصت الوكالات الحكومية إلى لاجدوى الاستمرار في البحث.
أدّت الفجوة التي سبّبها غياب الاهتمام الحكومي والعلمي بموضوع الظاهرة أدّت إلى ظهور باحثين مستقلين وجماعات هامشية تبنّت البحث في الظاهرة. يُذكر منها: لجنة التحقيقات الوطنية للظواهر الجوية في منتصف القرن العشرين، وأحدث منها شبكة يو إف أو المشتركة، ومركز دراسات اليو إف أو. يُستخدم الآن مصطلح «اليوفولوجي» لوصف الجهود الجمعية لأولئك الذين يدرسون التقارير والأدلة المرتبطة بالأجسام المجهولة الطائرة.
تبوّأت الأجسام الطائرة المجهولة منزلة خاصة في الثقافة المعاصرة، وفي المجال الأكاديمي تكفّل علما الاجتماع والنفس بالبحث في الظواهر الاجتماعية المرتبطة بها.

## بواكير الظاهرة
عبر التاريخ لم تتوقف المشاهدات للظواهر الجوية غير المفسّرة. ما من شك أن بعض هذه الظواهر كانت مرتبطة بطبيعتها بأسباب فلكية. قد تُردّ بعض الظواهر إلى المذنبات، والنيازك الساطعة، ولا بدّ أن بعضها شمل كوكبًا أو أكثر من الكواكب الخمسة التي يمكن رؤيتها بالعين المجردة بسهولة، أو ظواهر اقتران الكواكب، أو الظواهر البصرية الحادثة في الغلاف الجوي مثل الشمس الكاذبة، والسحاب العدسي. ويُذكر مذنب هالي كمثال على ذلك، إذ وثّقه علماء الفلك الصينيون لأول مرة في العام 240 قبل الميلاد، بل وقد يكونون قد شاهدوه في زمن أبكر في العام 467 قبل الميلاد. غالبًا ما فُسّرت مثل هذه المشاهدات عبر التاريخ على أنها نُذر خارقة للطبيعة، أو ملائكة، أو غيرها من الآيات الدينية. لاحظ بعض الباحثين المعاصرين في ظاهرة الأجسام الطائرة المجهولة أوجه شبه بين بعض الرموز الدينية في لوحات العصور الوسطى وتقارير مشاهدات الأجسام الطائرة المجهولة رغم أن الطابع المعياري والرمزي لهكذا لوحات قد وثّقه مؤرخو الفن الذين تبنّوا تفسيرات دينية أكثر تقليدية لمدلولات مثل هذه الصور.
- يوليوس أوبسكوينز، كاتب روماني يُعتقد أنه عاش في منتصف القرن الرابع. والكتاب الوحيد المرتبط به هو (كتاب المعجزات)، والذي نُقِل بالكامل من مختصر كتبه المؤرخ تيتوس ليفيوس. والكتاب عبارة عن تجميع للعجائب والنُذُر التي وقعت في روما بين الأعوام 249 و12 قبل الميلاد. وكان ممّا أثار اهتمام البعض في كتاب أوبسكوينز هو الإشارات لأجسام تتحرك في السماء. فُسرت هذه على أنها مشاهدات لأجسام طائرة مجهولة، وقد تكون مجرد وصف للنيازك؛ وبما أن أوبسكوينز نفسه كتب كتابه في القرن الرابع، أي بعد مرور 400 عام على تلك الأحداث التي يصفها، فذلك يصعّب تصنيف محتواه على أنه روايات شهود عيان.